# Жашково (Калужская область)
Жашково — деревня в Перемышльском районе Калужской области, в составе муниципального образования Сельское поселение «Село Перемышль».

## География
Расположена на федеральной автодороге Р-92, в одном километре на запад от районного центра — села Перемышль.

## Население
| 2002 | 2010 |
| ---- | ---- |
| 39   | ↗63  |

## История
В атласе Калужского наместничества, изданного в 1782 году, — Жешкова обозначена на карте как деревня Перемышльского уезда.

Деревни Поляна, Хохловка,Жешкова Экономического ведомства, что прежде были Николаевскаго монастыря с выделенной церковной землею в двух местах к прежде бывшему Девичью монастырю. ..а Жешкова при копаном пруде.— Описания и алфавиты к Калужскому атласу
В 1858 году деревня (каз.) Жешкова 1-го стана Перемышльского уезда, при колодцах, 26 дворах и 182 жителях — по правую сторону почтового Киевского тракта.
К 1914 году Жашково — деревня Полянской волости Перемышльского уезда Калужской губернии. В 1913 году население 298 человек.
В годы Великой Отечественной войны деревня была оккупирована войсками Нацистской Германии с 9 октября по 24 декабря 1941 года. Освобождена в ходе Калужской наступательной операции частями 217-й стрелковой дивизии 50-й армии генерал-лейтенанта И. В. Болдина.